# (33282) Arjunramani
(33282) Arjunramani est un astéroïde de la ceinture principale.

## Description
(33282) Arjunramani est un astéroïde de la ceinture principale. Il fut découvert le 19 avril 1998 à Socorro (Nouveau-Mexique) par le projet LINEAR. Il présente une orbite caractérisée par un demi-grand axe de 3,12 UA, une excentricité de 0,06 et une inclinaison de 1,4° par rapport à l'écliptique.